# Gran Premio motociclistico d'Aragona 2022
Il Gran Premio motociclistico d'Aragona 2022 è stato la quindicesima prova del motomondiale del 2022. Le vittorie nelle tre classi sono andate a: Enea Bastianini in MotoGP, Pedro Acosta in Moto2 e Izan Guevara in Moto3.
Nonostante vi siano ancora cinque gare da disputarsi, la Ducati ottiene il titolo mondiale costruttori della classe MotoGP.

## MotoGP

### Arrivati al traguardo
| Pos. | Nº | Pilota                | Squadra                     | Motocicletta       | Giri | Tempo     | Griglia | Punti |
| ---- | -- | --------------------- | --------------------------- | ------------------ | ---- | --------- | ------- | ----- |
| 1º   | 23 | Enea Bastianini       | Gresini Racing              | Ducati Desmosedici | 23   | 41'35.462 | 3º      | 25    |
| 2º   | 63 | Francesco Bagnaia     | Ducati Lenovo               | Ducati Desmosedici | 23   | +0.042    | 1º      | 20    |
| 3º   | 41 | Aleix Espargaró       | Aprilia Racing              | Aprilia RS-GP      | 23   | +6.139    | 4º      | 16    |
| 4º   | 33 | Brad Binder           | Red Bull KTM Factory Racing | KTM RC16           | 23   | +6.379    | 10º     | 13    |
| 5º   | 43 | Jack Miller           | Ducati Lenovo               | Ducati Desmosedici | 23   | +6.964    | 2º      | 11    |
| 6º   | 89 | Jorge Martín          | Prima Pramac Racing         | Ducati Desmosedici | 23   | +12.030   | 8º      | 10    |
| 7º   | 10 | Luca Marini           | Mooney VR46 Racing          | Ducati Desmosedici | 23   | +12.474   | 14º     | 9     |
| 8º   | 5  | Johann Zarco          | Prima Pramac Racing         | Ducati Desmosedici | 23   | +12.655   | 5º      | 8     |
| 9º   | 42 | Álex Rins             | Suzuki Ecstar               | Suzuki GSX-RR      | 23   | +12.702   | 9º      | 7     |
| 10º  | 72 | Marco Bezzecchi       | Mooney VR46 Racing          | Ducati Desmosedici | 23   | +16.150   | 7º      | 6     |
| 11º  | 88 | Miguel Oliveira       | Red Bull KTM Factory Racing | KTM RC16           | 23   | +17.071   | 11º     | 5     |
| 12º  | 73 | Álex Márquez          | LCR Honda Castrol           | Honda RC213V       | 23   | +18.463   | 17º     | 4     |
| 13º  | 12 | Maverick Viñales      | Aprilia Racing              | Aprilia RS-GP      | 23   | +18.730   | 16º     | 3     |
| 14º  | 35 | Cal Crutchlow         | WithU Yamaha RNF            | Yamaha YZR-M1      | 23   | +20.090   | 19º     | 2     |
| 15º  | 44 | Pol Espargaró         | Repsol Honda                | Honda RC213V       | 23   | +27.588   | 18º     | 1     |
| 16º  | 87 | Remy Gardner          | Tech3 KTM Factory Racing    | KTM RC16           | 23   | +28.805   | 22º     |       |
| 17º  | 21 | Franco Morbidelli     | Monster Energy Yamaha       | Yamaha YZR-M1      | 23   | +30.422   | 20º     |       |
| 18º  | 40 | Darryn Binder         | WithU Yamaha RNF            | Yamaha YZR-M1      | 23   | +31.330   | 23º     |       |
| 19º  | 49 | Fabio Di Giannantonio | Gresini Racing              | Ducati Desmosedici | 23   | +31.595   | 15º     |       |
| 20º  | 25 | Raúl Fernández        | Tech3 KTM Factory Racing    | KTM RC16           | 23   | +36.160   | 21º     |       |

### Ritirati
| Nº | Pilota           | Squadra               | Motocicletta  | Giri | Griglia |
| -- | ---------------- | --------------------- | ------------- | ---- | ------- |
| 93 | Marc Márquez     | Repsol Honda          | Honda RC213V  | 1    | 13º     |
| 20 | Fabio Quartararo | Monster Energy Yamaha | Yamaha YZR-M1 | 0    | 6º      |
| 30 | Takaaki Nakagami | LCR Honda Idemitsu    | Honda RC213V  | 0    | 12º     |

## Moto2

### Arrivati al traguardo
| Pos. | Nº | Pilota              | Squadra                  | Motocicletta | Giri | Tempo     | Griglia | Punti |
| ---- | -- | ------------------- | ------------------------ | ------------ | ---- | --------- | ------- | ----- |
| 1º   | 51 | Pedro Acosta        | Red Bull KTM Ajo         | Kalex        | 21   | 39'35.337 | 6º      | 25    |
| 2º   | 40 | Arón Canet          | Flexbox HP40             | Kalex        | 21   | +2.612    | 5º      | 20    |
| 3º   | 37 | Augusto Fernández   | Red Bull KTM Ajo         | Kalex        | 21   | +3.799    | 1º      | 16    |
| 4º   | 79 | Ai Ogura            | Idemitsu Honda Team Asia | Kalex        | 21   | +7.736    | 8º      | 13    |
| 5º   | 14 | Tony Arbolino       | Elf Marc VDS Racing      | Kalex        | 21   | +7.803    | 7º      | 11    |
| 6º   | 54 | Fermín Aldeguer     | CAG Speed Up             | Boscoscuro   | 21   | +8.620    | 11º     | 10    |
| 7º   | 35 | Somkiat Chantra     | Idemitsu Honda Team Asia | Kalex        | 21   | +14.893   | 9º      | 9     |
| 8º   | 9  | Jorge Navarro       | Flexbox HP40             | Kalex        | 21   | +20.014   | 13º     | 8     |
| 9º   | 16 | Joe Roberts         | Italtrans Racing         | Kalex        | 21   | +26.758   | 10º     | 7     |
| 10º  | 13 | Celestino Vietti    | Mooney VR46 Racing       | Kalex        | 21   | +31.360   | 17º     | 6     |
| 11º  | 6  | Cameron Beaubier    | American Racing          | Kalex        | 21   | +31.501   | 15º     | 5     |
| 12º  | 19 | Lorenzo Dalla Porta | Italtrans Racing         | Kalex        | 21   | +31.876   | 20º     | 4     |
| 13º  | 7  | Barry Baltus        | RW Racing GP             | Kalex        | 21   | +31.952   | 19º     | 3     |
| 14º  | 61 | Alessandro Zaccone  | Gresini Racing           | Kalex        | 21   | +32.178   | 18º     | 2     |
| 15º  | 64 | Bo Bendsneyder      | Pertamina Mandalika SAG  | Kalex        | 21   | +32.895   | 16º     | 1     |
| 16º  | 8  | Senna Agius         | Elf Marc VDS Racing      | Kalex        | 21   | +33.396   | 21º     |       |
| 17º  | 12 | Filip Salač         | Gresini Racing           | Kalex        | 21   | +42.998   | 12º     |       |
| 18º  | 42 | Marcos Ramírez      | MV Agusta Forward Racing | MV Agusta F2 | 21   | +45.314   | 26º     |       |
| 19º  | 24 | Simone Corsi        | MV Agusta Forward Racing | MV Agusta F2 | 21   | +50.088   | 24º     |       |
| 20º  | 28 | Niccolò Antonelli   | Mooney VR46 Racing       | Kalex        | 21   | +53.382   | 25º     |       |
| 21º  | 4  | Sean Dylan Kelly    | American Racing          | Kalex        | 21   | +1'02.499 | 30º     |       |

### Ritirati
| Nº | Pilota                  | Squadra                 | Motocicletta | Giri | Griglia |
| -- | ----------------------- | ----------------------- | ------------ | ---- | ------- |
| 96 | Jake Dixon              | Shimoko GasGas Aspar    | Kalex        | 20   | 3º      |
| 81 | Keminth Kubo            | Yamaha VR46 Master Camp | Kalex        | 16   | 29º     |
| 29 | Taiga Hada              | Pertamina Mandalika SAG | Kalex        | 16   | 28º     |
| 84 | Zonta van den Goorbergh | RW Racing GP            | Kalex        | 6    | 23º     |
| 75 | Albert Arenas           | Shimoko GasGas Aspar    | Kalex        | 1    | 2º      |
| 18 | Manuel González         | Yamaha VR46 Master Camp | Kalex        | 1    | 14º     |
| 52 | Jeremy Alcoba           | Liqui Moly Intact GP    | Kalex        | 1    | 27º     |
| 21 | Alonso López            | CAG Speed Up            | Boscoscuro   | 0    | 4º      |
| 23 | Marcel Schrötter        | Liqui Moly Intact GP    | Kalex        | 0    | 22º     |

## Moto3

### Arrivati al traguardo
| Pos. | Nº | Pilota            | Squadra                   | Motocicletta  | Giri | Tempo     | Griglia | Punti |
| ---- | -- | ----------------- | ------------------------- | ------------- | ---- | --------- | ------- | ----- |
| 1º   | 28 | Izan Guevara      | Autosolar GasGas Aspar    | Gas Gas       | 19   | 37'29.944 | 1º      | 25    |
| 2º   | 71 | Ayumu Sasaki      | Sterilgarda Husqvarna Max | Husqvarna     | 19   | +0.957    | 2º      | 20    |
| 3º   | 96 | Daniel Holgado    | Red Bull KTM Ajo          | KTM RC 250 GP | 19   | +6.536    | 3º      | 16    |
| 4º   | 53 | Deniz Öncü        | Red Bull KTM Tech3        | KTM RC 250 GP | 19   | +12.906   | 13º     | 13    |
| 5º   | 31 | Adrián Fernández  | Red Bull KTM Tech3        | KTM RC 250 GP | 19   | +16.695   | 15º     | 11    |
| 6º   | 48 | Iván Ortolá       | Angeluss MTA              | KTM RC 250 GP | 19   | +16.721   | 7º      | 10    |
| 7º   | 44 | David Muñoz       | BOE Motorsports           | KTM RC 250 GP | 19   | +16.855   | 16º     | 9     |
| 8º   | 5  | Jaume Masiá       | Red Bull KTM Ajo          | KTM RC 250 GP | 19   | +16.961   | 8º      | 8     |
| 9º   | 99 | Carlos Tatay      | CFMoto Racing PrüstelGP   | CFMoto        | 19   | +17.048   | 11º     | 7     |
| 10º  | 17 | John McPhee       | Sterilgarda Husqvarna Max | Husqvarna     | 19   | +17.071   | 5º      | 6     |
| 11º  | 43 | Xavier Artigas    | CFMoto Racing PrüstelGP   | CFMoto        | 19   | +17.136   | 10º     | 5     |
| 12º  | 24 | Tatsuki Suzuki    | Leopard Racing            | Honda NSF250R | 19   | +17.167   | 4º      | 4     |
| 13º  | 11 | Sergio García     | Autosolar GasGas Aspar    | Gas Gas       | 19   | +17.217   | 12º     | 3     |
| 14º  | 7  | Dennis Foggia     | Leopard Racing            | Honda NSF250R | 19   | +18.083   | 6º      | 2     |
| 15º  | 10 | Diogo Moreira     | MT Helmets - MSI          | KTM RC 250 GP | 19   | +23.442   | 17º     | 1     |
| 16º  | 54 | Riccardo Rossi    | SIC58 Squadra Corse       | Honda NSF250R | 19   | +25.637   | 18º     |       |
| 17º  | 72 | Taiyo Furusato    | Honda Team Asia           | Honda NSF250R | 19   | +28.688   | 14º     |       |
| 18º  | 16 | Andrea Migno      | Rivacold Snipers          | Honda NSF250R | 19   | +31.435   | 19º     |       |
| 19º  | 82 | Stefano Nepa      | Angeluss MTA              | KTM RC 250 GP | 19   | +31.525   | 9º      |       |
| 20º  | 23 | Elia Bartolini    | QJMotor Avintia Racing    | KTM RC 250 GP | 19   | +31.592   | 28º     |       |
| 21º  | 66 | Joel Kelso        | CIP Green Power           | KTM RC 250 GP | 19   | +31.599   | 22º     |       |
| 22º  | 19 | Scott Ogden       | VisionTrack Racing        | Honda NSF250R | 19   | +31.990   | 23º     |       |
| 23º  | 27 | Kaito Toba        | CIP Green Power           | KTM RC 250 GP | 19   | +34.415   | 20º     |       |
| 24º  | 64 | Mario Aji         | Honda Team Asia           | Honda NSF250R | 19   | +34.747   | 25º     |       |
| 25º  | 22 | Ana Carrasco      | BOE Motorsports           | KTM RC 250 GP | 19   | +1'00.627 | 27º     |       |
| 26º  | 91 | Alessandro Morosi | MT Helmets - MSI          | KTM RC 250 GP | 19   | +1'23.545 | 31º     |       |
| 27º  | 69 | María Herrera     | Angeluss MTA              | KTM RC 250 GP | 19   | +1'23.608 | 29º     |       |

### Ritirati
| Nº | Pilota               | Squadra                | Motocicletta  | Giri | Griglia |
| -- | -------------------- | ---------------------- | ------------- | ---- | ------- |
| 6  | Ryusei Yamanaka      | MT Helmets - MSI       | KTM RC 250 GP | 12   | 21º     |
| 20 | Lorenzo Fellon       | SIC58 Squadra Corse    | Honda NSF250R | 1    | 24º     |
| 9  | Nicola Fabio Carraro | QJMotor Avintia Racing | KTM RC 250 GP | 1    | 30º     |
| 70 | Joshua Whatley       | VisionTrack Racing     | Honda NSF250R | 0    | 26º     |